# Tågetragthat
Tågetragthat  (Clitocybe nebularis) er en hatsvamp, som er en af verdens vigtigste[kilde mangler] nedbrydere af døde plantedele.
Svampen er lys, og hatten er lysegrå på oversiden med ligesom et støvlag. 
Sporerne er hvide.
Det særlige ved svampen er dog at myceliet kan blive så tykt, at det kan ses som hvide tråde med det blotte øje. 
Flere svampebøger angiver svampen som spiselig, mens andre angiver den som uspiselig. Nogle mennesker reagerer med kraftige allergi-symptomer, herunder diarre og opkastning der for den ukyndige næppe kan skelnes fra forgiftningssymptomer.